# Де Вито, Карла
Карла Де Вито (англ. Karla DeVito; род. 29 мая 1953, Mokena, Иллинойс) — американская певица и актриса.

## Биография
Карла Де Вито родилась 29 мая 1953 года в деревне Мокина (штат Иллинойс, США). Отец умер, когда ей было три года, и мать одна растила четверых детей, включая Карлу. В Мокине же девушка окончила среднюю школу, старшую школу окончила в соседней деревне Нью-Ленокс. Высшее образование получила в Чикаго, где окончила Университет Лойола. В 1971—1972 годах была членом труппы «Второй город».

### Карьера певицы
В 1977 году Де Вито отправилась в годовое турне с певцом Митом Лоуфом для раскрутки его нового альбома Bat Out of Hell. Снялась в его клипах на песни Paradise by the Dashboard Light (1978) и Bat Out of Hell (1979). В 1981 году приняла небольшое участие в создании альбома Fire of Unknown Origin группы Blue Öyster Cult (бэк-вокал в 4-м треке). В том же году приняла участие в создании песни Dance in My Pants с альбома Джима Стайнмана Bad for Good (1981) и снялась в одноимённом клипе. В том же 1981 году свет увидел первый сольный альбом певицы — Is This a Cool World or What?

В 1986 году вышел второй альбом Де Вито, озаглавленный Wake 'Em Up in Tokyo. Песня We Are Not Alone из него была использована в успешном кинофильме «Клуб „Завтрак“». Песня Nobody Makes Me Crazy Like You Do была перепета известной певицей Дайаной Росс в альбоме Swept Away (1984). В 1990 году Де Вито исполнила главную роль в малоизвестном фильме «Современная любовь», в котором также исполнила две свои песни.

В 2002 году певица исполнила партию Элизабет в рок-опере Грэма Расселла The Heart of the Rose. В 2016 году Де Вито приняла участие в записи песни Going All the Way (A Song in 6 Movements) с альбома Мита Лоуфа Braver Than We Are.

### Карьера актрисы
С 1982 года Карла Де Вито начала сниматься для телевидения, в 1990 году впервые появилась на широком экране, с 1992 года пробует себя как актриса озвучивания.

### Личная жизнь
11 июля 1982 года Де Вито вышла замуж за актёра театра, кино и телевидения, певца, музыканта, композитора, режиссёра, продюсера, сценариста и преподавателя нескольких крупных университетов Робби Бенсона (род. 1956). У пары двое детей: дочь Лирик (род. 1983) и сын Зефир (род. 1991), который тоже стал актёром, пробует себя как режиссёр, сценарист и продюсер.

## Работы в театре
- 1971 — Божественный ступор[англ.] / Godspell[2]
- 1973 — Волосы / Hair
- 1981—1982 — Пираты Пензанса / The Pirates of Penzance — Мейбл[2][3]
- 1985—1987 — Большая река[англ.] / Big River — Мэри Джейн Уилкс

## Избранная фильмография

### Актриса
Широкий экран, ТВ и озвучивание
- 1991 — Детки Инкорпорейтед[англ.] / Kids Incorporated — мисс Брюстер (в выпуске Flip Out)
- 1992—1993 — Легенда о принце Валианте[англ.] / The Legend of Prince Valiant — разные персонажи (в 3 эпизодах; озвучивание)
- 1993 — Чокнутый / Bonkers — офицер полиции Миранда Райт (в 20 эпизодах; озвучивание)
- 1995 — Фантом 2040 / Phantom 2040 — Афина (в эпизоде A Boy and His Cat; озвучивание)
- 1996 — Бродяги[англ.] / Road Rovers — женщина-солдат (в эпизоде Storm from the Pacific; озвучивание)
- 1996 — Сабрина — маленькая ведьма / Sabrina the Teenage Witch — Мэри (в эпизоде A Girl and Her Cat)
- 1998 — Новые приключения Бэтмена / The New Batman Adventures — Кэссиди (в эпизоде Torch Song; озвучивание)
- 1998 — По ту сторону музыки[англ.] / Behind the Music — в роли самой себя (в выпуске Meat Loaf)
- 1999 — Классические альбомы / Classic Albums — в роли самой себя (в выпуске Meat Loaf: Bat Out of Hell)

### Прочие работы
- 1985 — Клуб «Завтрак» / The Breakfast Club — стихи, музыка и исполнение песни We Are Not Alone
- 1993 — Предательство голубки / Betrayal of the Dove — сценарий
- 2010 — Сообщество / Community — стихи, музыка и исполнение песни We Are Not Alone (в эпизоде Communication Studies)